# ムルデカ広場 (コタキナバル)

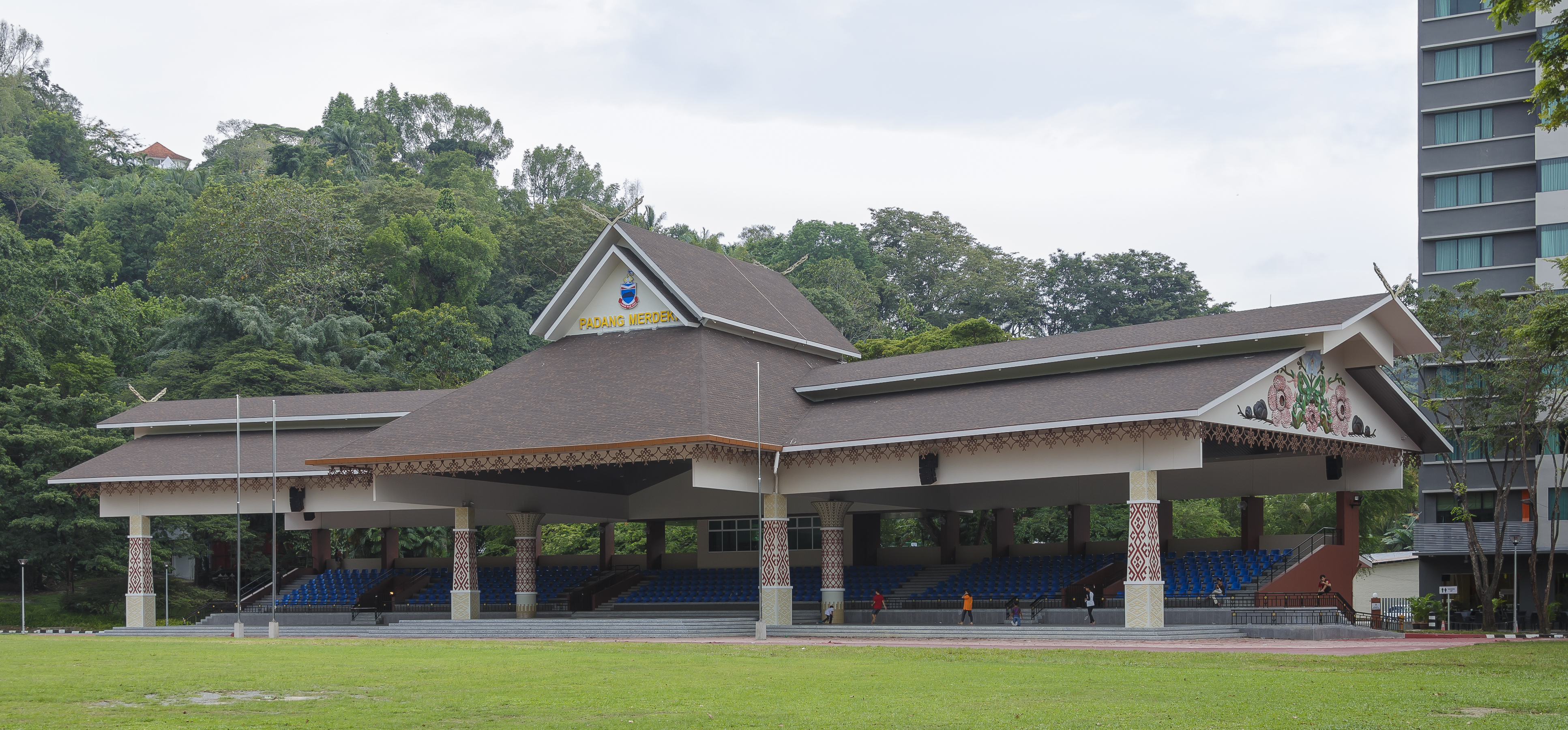
ムルデカ広場の建物（2014年）

ムルデカ広場（ムルデカひろば、マレー語: Padang Merdeka、英: Merdeka Square）は、マレーシアのサバ州コタキナバルに位置する広場である。全長0.45キロメートルで、広場の収容人数はおよそ5000人とされるが、7000人規模にのぼる記念式典も知られる。

## 歴史

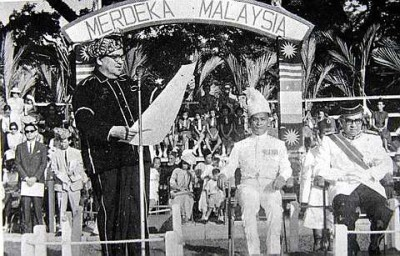
1963年9月16日、マレーシア連邦成立を宣言するファド・ステファンズ（左）。アブドゥル・ラザク（右端席）、ムスタファ・ハルン（右2席目）。

この広場は、イギリスの北ボルネオ直轄植民地時代にはスポーツ競技の場所であった。また、ジェッセルトン・コミュニティホールが1950年代に建設される前、広場はフットボール競技場に使用されただけでなく、とりわけコタキナバルのスポーツ複合施設が建設されるまではパレード会場にもなっていた。
1963年9月16日、以降サバ州首相となるファド・ステファンズが、この場所でマレーシア連邦の成立を宣言した。以来、この広場は大小の集会や式典にふさわしい会場として使用されている。ムルデカ広場は、2010年代中頃に改修された。その後、2017年の州遺産の制定にともない、2018年2月23日、サバ州遺産評議会によって24か所の州遺産の1つに指定・告示された。